# Scotopteryx unicolor
Scotopteryx unicolor là một loài bướm đêm trong họ Geometridae.